# Batorowo (województwo warmińsko-mazurskie)
Batorowo – wieś w Polsce, w województwie warmińsko-mazurskim, w powiecie elbląskim, w gminie Elbląg. Leży na obszarze Żuław Elbląskich.
Do 2023 miejscowość była częścią wsi Nowe Batorowo.
W latach 1975–1998 miejscowość administracyjnie należała do województwa elbląskiego.